# Philippe Corcuff
Philippe Corcuff, född 15 april 1960 i Oran i Algeriet, är en fransk statsvetare och sociolog. Han är sedan 1992 professor i statsvetenskap vid Institut d'études politiques de Lyon. Han var skribent för Charlie Hebdo från 2001 till 2004.